# Bertold Jonas
Bertold Jonas (* 1922 in Güstebiese, Kreis Königsberg Nm.; † 19. September 2011 in Bremen) war ein deutscher Sportpsychologe und Hochschullehrer.

## Leben
Jonas wuchs in Güstebiese in der Neumark auf und ging in Königsberg Nm. zur Schule. Nach dem Zweiten Weltkrieg studierte er ab 1945 an der Pädagogischen Hochschule Braunschweig, von 1946 bis 1948 war er dort Sportreferent des Asta. Nach seinem Studienabschluss war er als Lehrer tätig und bildete sich an der Deutschen Sporthochschule Köln weiter. Er war hernach an den Pädagogischen Hochschulen Braunschweig und Göttingen als Assistent beschäftigt und absolvierte ein Zweitstudium im Fach Psychologie, das er mit Diplom abschloss.
Ab 1962 war Jonas an der Pädagogischen Hochschulen Bremen als Dozent für Leibeserziehung tätig und wirkte an der Gründung der Universität Bremen im Jahr 1971 mit. Unter anderem war er entscheidend bei der Umsetzung des „Bremer Modells“ im Sport zuständig. Schon ab 1970 hatte er das Amt des Präsidenten des Ausschusses Deutscher Leibeserzieher (ADL) inne. 1976 gehörte Jonas zu den Gründungsmitgliedern der Deutschen Vereinigung für Sportwissenschaft. Ab 1978 saß Jonas beim Landessportbund (LSB) Bremen im Ausschuss für Bildung und Sportwissenschaft, zudem war er von 1982 bis 1986 Vorsitzender des Bildungswerkes des LSB Bremen. 1986 gehörte er zu den Mitgründern des Vereins für Hochschulsport Bremen, wurde dessen Präsident und später Ehrenpräsident. Bis 1990 war er als Professor für Sportwissenschaft an der Universität der Freien Hansestadt Bremen im Amt. 2006 erhielt er die Goldene Ehrennadel der Deutschen Vereinigung für Sportwissenschaft.